# Teculután
Teculután è un comune del Guatemala facente parte del dipartimento di Zacapa.